# 馬爾伯勒 (密蘇里州)
馬爾伯勒（英語：Marlborough）是位於美國密蘇里州聖路易斯縣的村。

## 人口
根據2020年美國人口普查的數據，馬爾伯勒的面積為0.59平方千米，皆為陸地。當地共有人口2221人，而人口密度為每平方千米3,764人。